# Cúmulo globular M107
El cúmulo globular M107 (también conocido como Objeto Messier 107, Messier 107, M107 o NGC 6171) es un cúmulo globular poco denso en la constelación de Ofiuco. Se encuentra cerca del plano galáctico a una distancia de unos 20 000 años luz de la Tierra.
Fue descubierto por Pierre Méchain en abril de 1782 y es probablemente el último objeto Messier que fue descubierto. Helen Sawyer Hogg lo agregó al catálogo Messier en 1947 junto con M105 y M106. William Herschel, que lo había descubierto independientemente el 12 de mayo de 1793, catalogó este objeto como H VI.40; Herschel fue el primer observador en separarlo en estrellas individuales.
Aparentemente M107 contiene algunas regiones oscuras, lo cual es inusual en cúmulos globulares. La distribución de estrellas es denominada “muy abierta” por Kenneth Glyn Jones, quien apunta que este cúmulo “posibilita que las regiones interestelares sean examinadas más fácilmente y los cúmulos globulares sean importantes laboratorios en los que estudiar el proceso mediante el cual evolucionan las galaxias”.
Visualmente M107 es de unos tres minutos de arco, mientras que en fotografías se extiende por una región de más de cuatro veces este diámetro (unos 13’). Como su distancia es de unos 21 000 años luz, esto se corresponde más o menos a 80 años luz. M107 se acerca a nosotros a 147km/s, contiene unas 25 variables conocidas y, como cúmulo globular, es de una metalicidad intermedia (abundancia de elementos más pesados que el helio).  

## Características
- Ascensión Recta: 16:32.5
- declinación: -13:03
- Magnitud visual: 7.9
- Tamaño: 10.0 minutos de arco

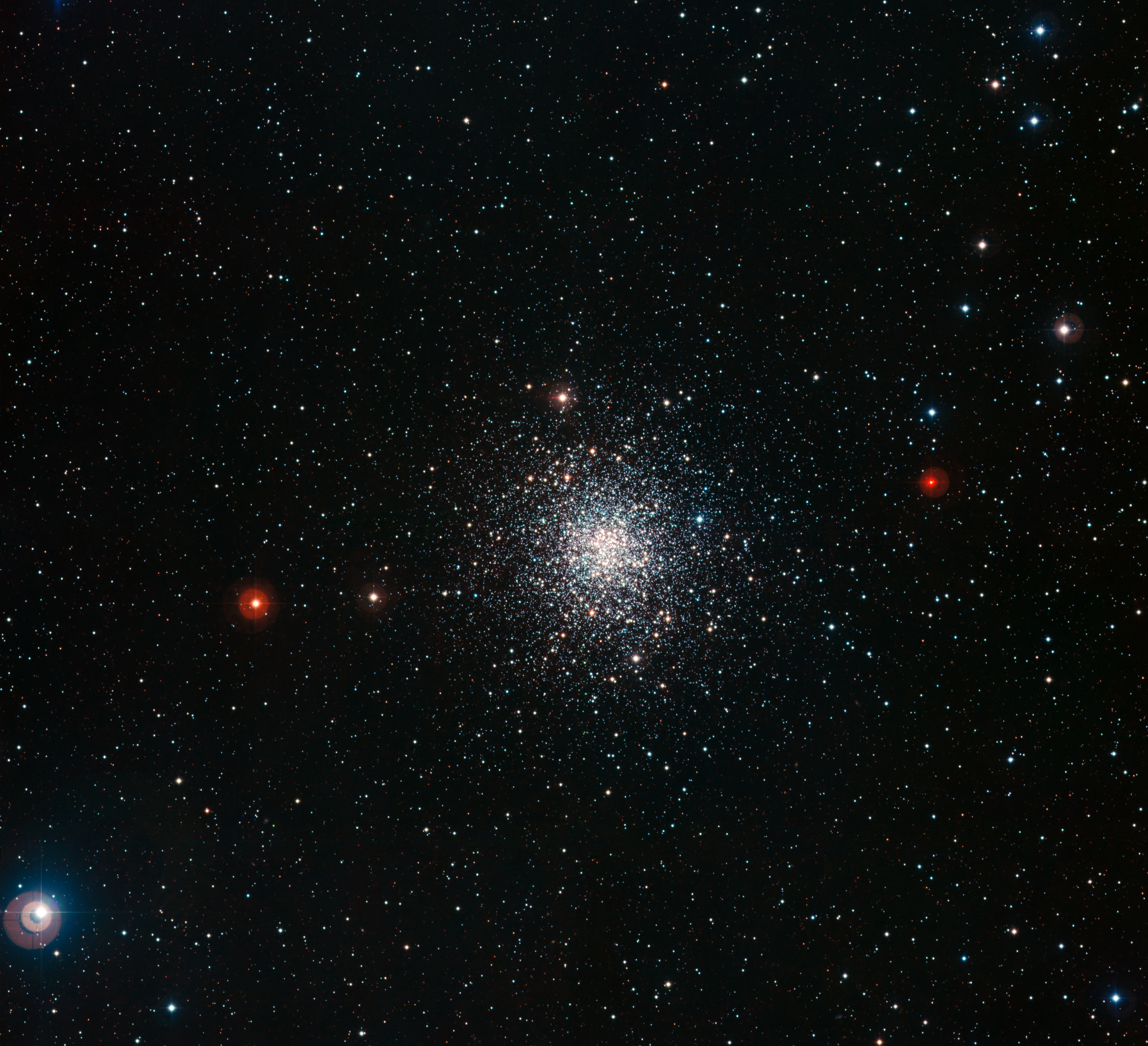
El cúmulo globular de estrellas Messier 107 imágenes tomadas por el Wide Field Imager (WFI) en el telescopio MPG/ESO de 2,2 metros

Nota: texto reproducido con la autorización del autor AstroSeti

## Fuente
- Smithsonian/NASA Astrophysics Data System (ADS): Artículos, estudios y trabajos de M13.
- A catalog of parameters for globular clusters on the Milky Way, W.E. Harris, 1996. Astron. J., 112, 1487.